# E.O. Folkmar
Erik Otto Rasmussen Folkmar (født 12. februar 1887 i Odense, død 30. september 1961) var en dansk læge, bror til Thorvald Folkmar.
Han var søn af kancelliråd Hans Peter Rasmussen Folkmar (død 1926, navneforandring fra Rasmussen 31. august 1903) og hustru Laura født Schmidt (død 1926), blev student fra Odense Katedralskole 1906 og cand. med. 1913. Han var assistent ved Universitetets fysiologiske Laboratorium 1914-18, assistent ved Rigshospitalets børneafdeling 1920-21, reservelæge ved Bispebjerg Hospitals medicinske afdeling C 1921-26, blev dr. med. (Kulhydraternes Skæbne i Organismen, undersøgt ved permanent Injektion) 1922 og overlæge ved Hjørring Amts og Bys Sygehus, medicinsk afdeling fra 1926 til 1957. Folkmar var Ridder af Dannebrog.
Han blev gift 23. august 1939 med Esther Pape (7. februar 1910 på Snehøjgaard ved Hobro - ?), datter af proprietær H. Pape og hustru født Vogler.